# Аніруд Джагнот
Аніруд Джагнот (гінді अनिरुद्ध जगन्नाथ, англ. Anerood Jugnauth; 29 березня 1930 — 3 червня 2021) — політичний і державний діяч Маврикію, багаторазовий прем'єр-міністр Маврикію і президент країни.

## Життєпис
Народився 29 березня 1930 р. на о. Маврикій у сім'ї дрібного плантатора — вихідця з Індії. Вищу юридичну освіту отримав у Великій Британії. З 1955 р. після повернення на Маврикій займався юридичною практикою, брав активну участь у політичному житті в лавах Лейбористської партії, з початку 60-х рр. в лавах Незалежного передового блоку. З 1963 р. депутат парламенту в 1965-69 у складі коаліційного уряду, в 1969 подав у відставку через незгоду з політикою Рамгулама. В 1971 вступив у партію Маврикійський бойовий рух, член ЦК і Політбюро, в 1973—1983 — лідер цієї партії. У березні 1983 р. в результаті розколу в партії заснував партію Бойовий соціалістичний рух. З червня 1982 до 1995, 2000—2003, 2014—2017 рр. — прем'єр-міністр Маврикію. У 2003—2012 — президент Маврикію.